# Lotten Olsson
Charlotta "Lotten" Christina Olsson, född Grundt den 25 januari 1869 i Stockholm, död den 27 december 1949 på Höstsol i Täby, var en svensk skådespelare.

## Biografi
Lotten Olsson var elev vid operabaletten och musikkonservatoriet 1885–1888 och scendebuterade 1888 på Nya teatern. Efter engagemang vid Södra teatern 1891–1894 och därefter vid olika turnésällskap tillhörde hon Albert Ranfts teatrar 1896–1900 och 1906–1912. 1901–1906 var hon under kortare perioder knuten till Bror Olssons sällskap, Hjalmar Selander och Stora Teatern, Göteborg. Efter att 1912–1913 ha tillhört Lilla teatern i Stockholm var Olsson engagerad vid Blancheteatern 1915–1916. Hon tillhörde Ernst Eklunds olika scener 1916–1928. 1929 drog hon sig tillbaka från teaterscenen men medverkade årligen 1929–1946 i Radioteaterns föreställningar. Bland hennes roller märks bland annat som Desdemona i Shakespeares Othello och Lisa i Strindbergs Lycko-Pers resa, titelrollen i Gabriele D’Annunzios La Gioconda, Roxane i Rostands Cyrano de Bergerac, Sigrid i Frans Hedbergs Bröllopet på Ulfåsa, Snöfrid i Gerhart Hauptmanns Den sjunkna klockan och Dyveke i Adolf Pauls Konung Kristian II. På senare år kom hon främst att användas i karaktärsroller.
Olsson filmdebuterade 1923 i Mauritz Stillers Gunnar Hedes saga. Hon var gift 1889–1912 med skådespelaren Bror Olsson.

## Filmografi (urval)

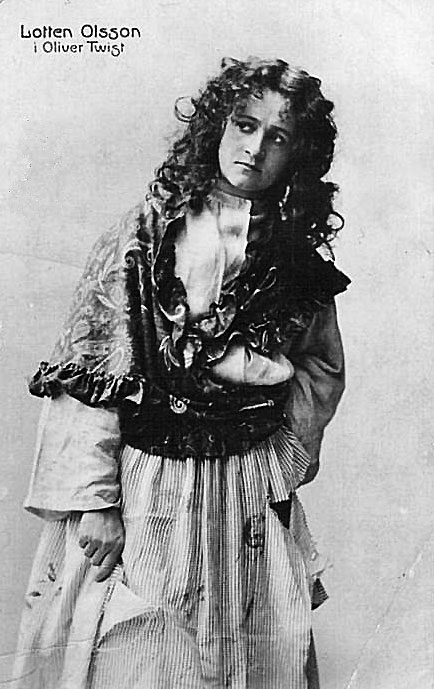
Lotten Olsson i Oliver Twist

- 1923 – Gunnar Hedes saga
- 1925 – Ingmarsarvet
- 1926 – Flickan i frack
- 1934 – En stilla flirt
- 1937 – Konflikt
- 1938 – Adolf klarar skivan
- 1942 – Vårat gäng
- 1943 – Sonja
- 1944 – Släkten är bäst
- 1948 – Banketten

## Teater

### Roller (ej komplett)
| År   | Roll                    | Produktion                                                                                      | Regi             | Teater                     |
| ---- | ----------------------- | ----------------------------------------------------------------------------------------------- | ---------------- | -------------------------- |
| 1889 |                         | Byråkraten Gustav von Moser                                                                     |                  | Svenska teatern, Stockholm |
| 1894 | Amy Spettigue           | Charleys tant (Charley's Aunt) Brandon Thomas                                                   |                  | Södra Teatern              |
| 1898 | Nanini                  | Kameliadamen (La Dame aux camélias) Alexandre Dumas d.y.                                        |                  | Vasateatern                |
| 1898 | Mechtild                | Bröllopet på Ulfåsa Frans Hedberg                                                               | Harald Molander  | Svenska teatern, Stockholm |
| 1898 | Olivia                  | Familjen Jensen (Familien Jensen) Edgard Høyer                                                  |                  | Svenska teatern, Stockholm |
| 1899 | Gammelmor               | Stor-Klas och Lill-Klas Gustaf af Geijerstam                                                    | Harald Molander  | Svenska teatern, Stockholm |
| 1899 | Första vävarhustrun     | Vävarna (Die Weber) Gerhart Hauptmann                                                           | Harald Molander  | Svenska teatern, Stockholm |
| 1906 | Nancy                   | Oliver Twist Charles Dickens                                                                    |                  | Östermalmsteatern          |
| 1908 | Katri                   | Daniel Hjort Josef Julius Wecksell                                                              |                  | Östermalmsteatern          |
| 1909 | Fröken Sherlock Holmes  | Fröken Sherlock Holmes (Fräulein Sherlock Holmes) Alfred Grünwald och Julius Brammer            |                  | Östermalmsteatern          |
| 1909 |                         | Bröderna Hansen (Brøderne Hansen) Edgard Høyer                                                  | Peter Fjelstrup  | Östermalmsteatern          |
| 1912 | Victoire                | Spökhotellet (L'Hôtel du libre-échange) Georges Feydeau och Maurice Desvallieres                | Albert Ranft     | Vasateatern                |
| 1921 | Gumman Akulina          | Skulden till allt (Ot nej vse katjestva) Lev Tolstoj                                            | Alexander Moissi | Blancheteatern             |
| 1921 | Anna Pavlovna           | Det levande liket (Živoj trup) Lev Tolstoj                                                      | Alexander Moissi | Blancheteatern             |
| 1921 | Askungens moder         | Askungen (Askepot) Ludvig Brandstrup                                                            | Arthur Natorp    | Blancheteatern             |
| 1922 | Donna Lucia d'Alvadorez | Charleys tant (Charley's Aunt) Brandon Thomas                                                   | Elis Ellis       | Blancheteatern             |
| 1922 | Tant Alicia             | Dick eller Danny (Pals First) Lee Wilson Dodd                                                   | Erik Berglund    | Blancheteatern             |
| 1923 | Maria Witter            | Din nästas fästmö (Just Married) Adelaide Matthews och Anne Nichols                             | Ernst Eklund     | Blancheteatern             |
| 1924 | Fru d'Argola            | Dockan (Le Mariage de Fredaine) André Picard och Val André Jaeger-Schmidt                       | Karin Swanström  | Blancheteatern             |
| 1925 | Miss Cheezle            | En sensation hos Mrs Beam (At Mrs. Beam's) Charles Kirkpatrick Munro                            | Ernst Eklund     | Blancheteatern             |
| 1925 | Mrs Lefèvre             | Mannens revben (The Camel's Back) W. Somerset Maugham                                           | Erik Berglund    | Blancheteatern             |
| 1925 | Första damen            | Portiern på Maxim (Le Chasseur de chez Maximʼs) Yves Mirande, Gustave Quinson och Henri Geroule | Ernst Eklund     | Blancheteatern             |
| 1927 | Fru Le Hochet           | Buketten (La Fleur d’oranger) André Birabeau och Georges Dolley                                 | Erik Berglund    | Komediteatern              |
| 1928 |                         | Indianer och vita Axel Berggren                                                                 | Albert Ståhl     | Komediteatern              |
| 1928 | Signora Amalia          | Alla ha rätt (Così è (se vi pare)) Luigi Pirandello                                             | Ernst Eklund     | Komediteatern              |
| 1931 | Fru Enberg              | Hans nåds testamente Hjalmar Bergman                                                            | Per Lindberg     | Vasateatern                |
| 1937 | Fru Mervan              | Martine Jean Jacques Bernard                                                                    | Sandro Malmquist | Nya Teatern                |